# Stefan Klabacher
Stefan Klabacher (* 1959) ist ein österreichischer Motorradrennfahrer.
Er wurde dreifacher Staatsmeister (1981, 1989 und 1990).
1992 trat er vom aktiven Rennsport zurück, kehrte aber im Juli 2007 für den IDM-Lauf am Salzburgring mit einer optimierten Yamaha R1 zurück auf die Rennstrecke.
Stefan Klabacher ist der Vater eines Sohnes und lebt derzeit als selbständiger Unternehmer in Rehhof nahe Salzburg.